# ماكو (صاروخ)
ماكو، ويوصف باسم صاروخ ماكو متعدد المهام فرط الصوتي (بالإنجليزية: Mako Multi-Mission Hypersonic Missile)‏ هو صاروخ فرط صوتي طورته لوكهيد مارتن وكوأسباير، صُمم خصيصًا ليتوافق مع حجرات الأسلحة الداخلية في طائرتي إف-35 أيه/سي وإف-22 أيه. يوصف الصاروخ بأنه أول صاورخ فرط صوتي متوافق مع مقاتلات الجيل الخامس. كشف عنه أول مرة في معرض البحر والجو والفضاء التابع لرابطة البحرية في ماريلاند، في أبريل 2024. وعرضته لوكهيد مارتن على القوات البحرية والقوات الجوية الأمريكيتين. طرحت أيضًا إمكانية استخدام الصاروخ من الغواصات والسفن.